# Cryptomaster leviathan
Espèce
Cryptomaster leviathan est une espèce d'opilions laniatores de la famille des Cryptomastridae.

## Distribution
Cette espèce est endémique d'Oregon aux États-Unis. Elle se rencontre dans les comtés de Curry, de Coos et de Douglas.

## Description
Le mâle holotype mesure 3,98 mm.

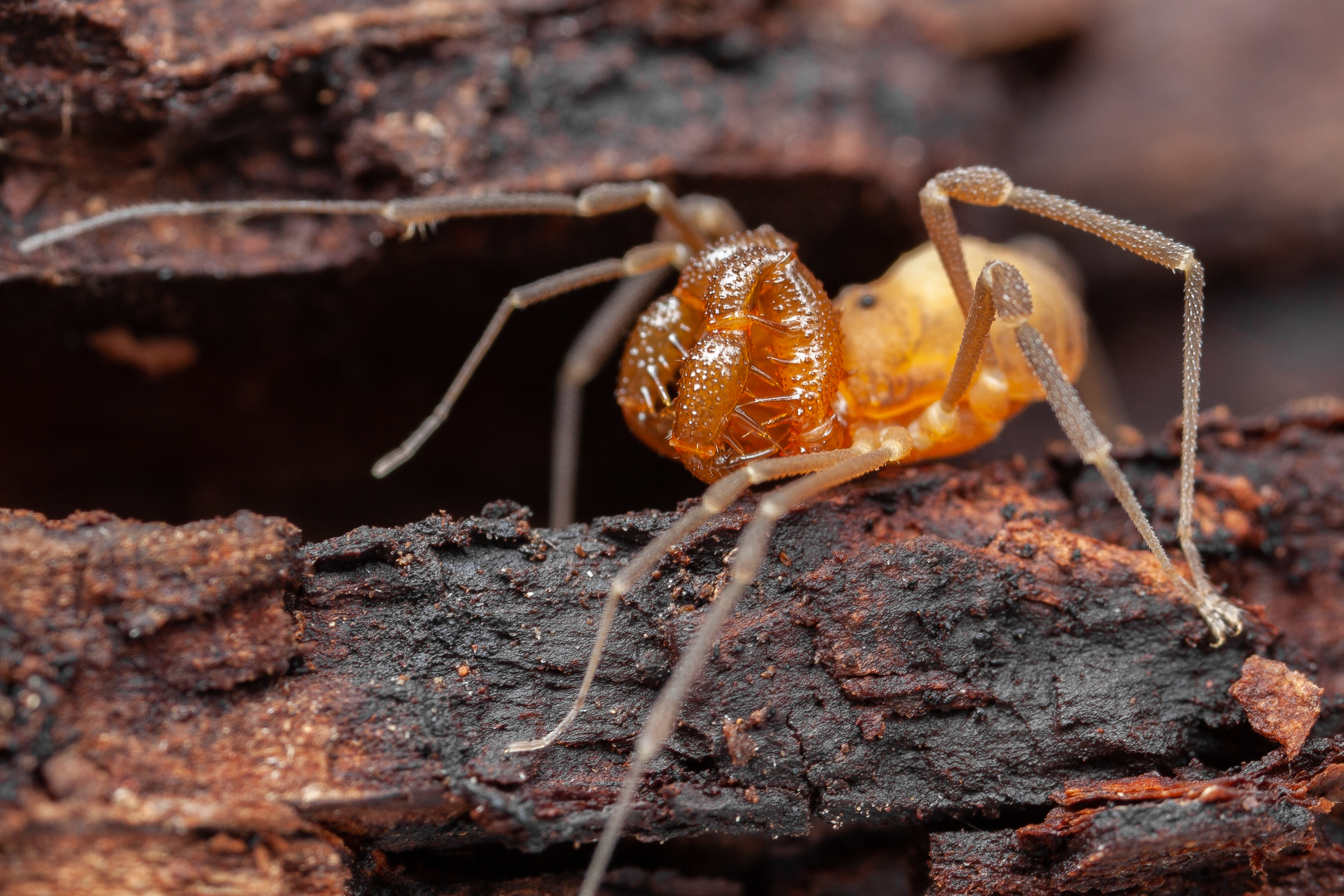
Cryptomaster leviathan

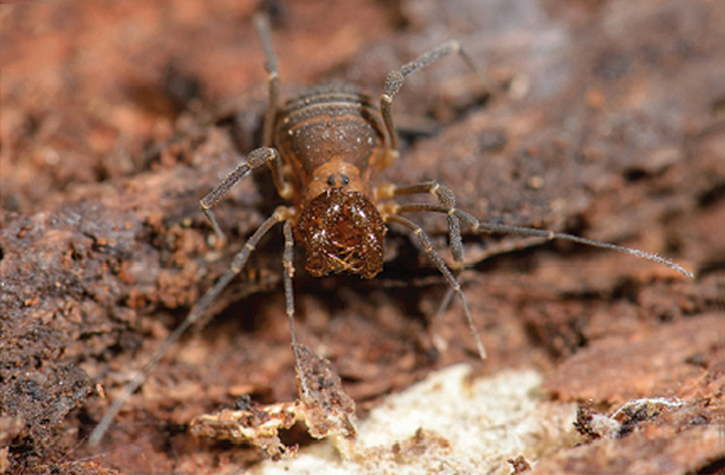
Cryptomaster leviathan

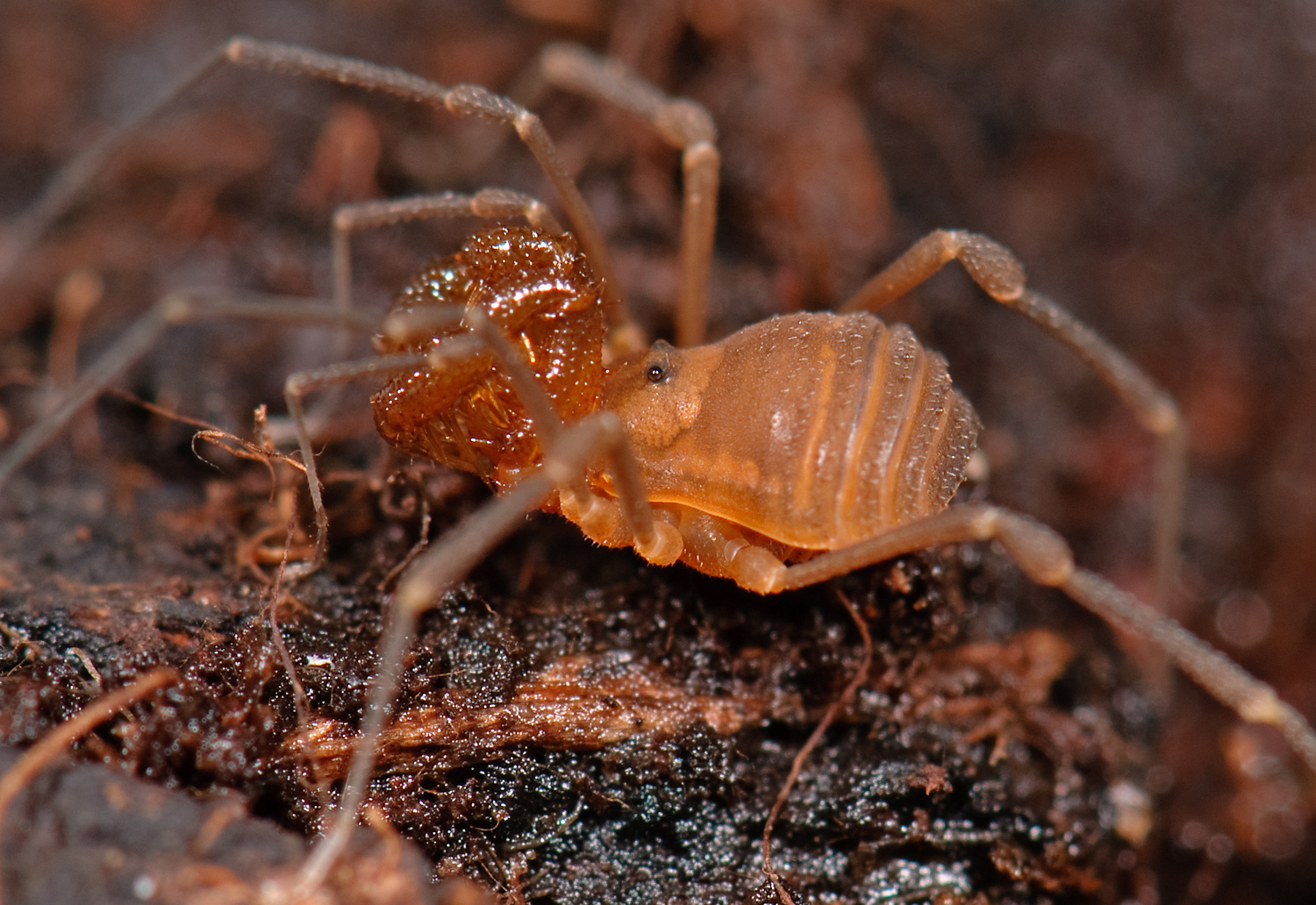
Cryptomaster leviathan

Le mâle décrit par  en mesure 3,44 mm et la femelle 2,82 mm.

## Systématique et taxinomie
Cette espèce a été décrite par Briggs en 1969.

## Étymologie
Cette espèce est nommée en référence à Léviathan.

## Publication originale
- Briggs, 1969 : « A new Holarctic family of laniatorid phalangids (Opiliones). » The Pan-Pacific Entomologist, vol. 45, no 1, p. 35–50 (texte intégral).